# Ольшинець (Нижньосілезьке воєводство)
Ольшинець (пол. Olszyniec, нім. Erlenbusch) — село в Польщі, у гміні Валім Валбжиського повіту Нижньосілезького воєводства.
Населення — 295 осіб (2011).
У 1975-1998 роках село належало до Валбжиського воєводства.

## Демографія
Демографічна структура станом на 31 березня 2011 року:
|          | Загалом | Допрацездатний вік | Працездатний вік | Постпрацездатний вік |
| -------- | ------- | ------------------ | ---------------- | -------------------- |
| Чоловіки | 153     | 35                 | 105              | 13                   |
| Жінки    | 142     | 23                 | 88               | 31                   |
| Разом    | 295     | 58                 | 193              | 44                   |